# Nemotelus immaculatus
Nemotelus immaculatus is een vliegensoort uit de familie van de Stratiomyidae. De wetenschappelijke naam van de soort is voor het eerst geldig gepubliceerd in 1895 door Johnson.